# Bataille de Ngasaunggyan
Premières invasions mongoles en Birmanie
Batailles
Bataille de Ngasaunggyan • Bataille de Bhamo • Bataille de Pagan
La bataille de Ngasaunggyan est un affrontement d'importance historique majeure, qui a mis aux prises en 1277 dans le royaume de Dali (actuelle province du Yunnan, en Chine) l'armée birmane du roi de Pagan Narathihapati et les Mongols.
En 1253, les Mongols avaient abattu le royaume de Dali, qui jouait le rôle d'état tampon entre la Chine et le royaume de Pagan. En 1271, au moment de proclamer la dynastie Yuan, Kubilai Khan avait fait demander à Narathipathi, comme aux autres souverains d'Asie du Sud-Est, de lui payer tribut. Le roi avait refusé et deux ans plus tard, à la seconde visite des envoyés mongols, il les avait fait exécuter. En 1274, les Mongols avaient transformé le royaume de Dali en province chinoise. Narathihapati prit l'offensive en 1277.
La présence d'éléphants de guerre terrifia les chevaux des mongols, mais le capitaine Nacir al-Din (en) ordonna à ses soldats de descendre de cheval et de cribler de flèches les éléphants. Ceux-ci, blessés, s'emballèrent, écrasant tout sur leur passage et désorganisant complètement l'armée birmane, qui subit une lourde défaite. Les Mongols se saisirent des éléphants et, dit Marco Polo, « à partir de cette bataille le Grand Khaan commença à avoir beaucoup d'éléphants ».
Après une nouvelle défaite à la bataille de Bhamo en 1283, Narathihapati fut assassiné par un de ses fils en 1287 ; la même année les Mongols s'emparèrent de sa capitale et mirent sur son trône un souverain fantoche, Kyawswa, marquant la fin effective du premier Empire birman.
La bataille a été connue en Europe grâce au Livre de Marco Polo (1298), qui en fait une description vivante, probablement à partir de ce que M. Polo en avait entendu raconter lors de son séjour au Yunnan.